# Siren Song
Siren Song — пісня української співачки MARUV. Із цією композицією співачка виграла Національний відбір Євробачення 2019. 

## Участь у відборі на Євробачення
Про участь Maruv у відборі стало відомо в день жеребкування учасників півфіналів, вона замінила виконавицю Tayanna, яка в останній момент відмовилася від участі. За результатами голосування пісня потрапила до фіналу Національного відбору Євробачення 2019, отримавши 14 балів (6 від суддів; 8 від глядачів) й посівши 1-е місце в першому півфіналі. У фіналі Національного відбору пісня зайняла 1-е місце, отримавши 5 балів від суддів та 6 від глядачів. Але згодом співачка та НСТУ не дійшли згоди щодо контракту, тож вона не буде представляти Україну на конкурсі.

## Популярність
За тиждень (станом на 15 лютого 2019) пісня очолила рейтинги iTunes і Google Play Music. Пісня за 3 дні набрала перший мільйон переглядів на YouTube.